# Casa Joan Josep Hervás
La casa Joan Josep Hervás és un edifici situat als carrer del Pomaret, 21 i de Margenat, 69-71 del barri de Sant Gervasi - la Bonanova de Barcelona, catalogat com a bé amb elements d'interès (categoria C).

## Història
El 1899, l'arquitecte Joan Josep Hervás i Arizmendi va demanar permís per a construir-hi una torre, amb plànols signats per Jaume Gustà i Bondia. Tanmateix, sembla que l'autor real era ell mateix, aleshores arquitecte municipal de Sarrià.
Entre 2007 i 2012, la casa va ser rehabilitada i ampliada amb un edifici de nova planta al darrere segons el projecte de Xavier Güell, i actualment és la seu de la Fundació Empresa i Ciència de la Universitat Autònoma de Barcelona.

## Descripció
Aïllat i voltat de jardí, està format per un cos central, amb una gran terrassa a migdia, flanquejat per dos cossos lateral és petit, però molt monumentalista amb profusió de calats, pilastres amb pebeters i altres relleus, un estil ornamental molt semblant a altres obres seves dels voltants.